# Herbert Fischer (Mediziner)
Herbert Fischer (* 26. Februar 1919 in Brettheim; † 2013) war ein deutscher Mediziner und Professor für Phlebologie und Klinische Dermatologie.
Fischer, geboren in Württemberg als Sohn von Ernestine Fischer, geborene Trump, und des Oberlehrers Friedrich Fischer, wurde nach dem Medizinstudium 1943 in Berlin zum Dr. med.  promoviert, arbeitete seit 1945 an der Eberhard-Karls-Universität Tübingen (bis 1956 an der Medizinischen Klinik und anschließend an der Universitäts-Hautklinik), wo er sich 1961 habilitierte. Zunächst war er daraufhin Oberarzt in der dermatologischen Abteilung unter der Leitung von Wilhelm Schneider an der Hautklinik. 1966 wurde er dort Direktor einer eigenen Abteilung für Phlebologie, im Folgejahr wurde er zum außerplanmäßigen Professor ernannt.
Von 1982 bis 1991 war der in Derendingen (Tübingen) lebende Fischer Präsident der Deutschen Gesellschaft für Phlebologie und Proktologie, zu deren Ehrenpräsident er auch ernannt wurde. Er verfasste Artikel zur Dermatologie im Reallexikon der Medizin und ihrer Grenzgebiete (1966–1974) und war ab 1972 Mitherausgeber der Zeitschrift Phlebologie und Proktologie. Sein Sohn war der Althistoriker und Numismatiker Thomas Fischer.
Herbert Fischer war evangelisch und ab 1943 mit Gisela Fischer, geborene Littmann, verheiratet.

## Schriften (Auswahl)
- mit Rene Schubert: Klinik parasitärer Erkrankungen. Askariden, Oxyuren, Trichozephalen, Taenien, Echinokokken (= Medizinische Praxis. Sammlung für ärztliche Fortbildung. Band 39). Steinkopff, Darmstadt 1959.
- als Bearbeiter: Heinrich A. Gottron (Hrsg.): Dermatologie und Venerologie in fünf Bänden. Thieme, Stuttgart 1963, hier Band 5: Vitamine, Hormone, Fermente, tropische Hautkrankheiten, die Lepra, Leishmaniose, tiefe Mykosen der Haut, tropische Mykosen der Haut, Filariasis und Ulcus tropicum, Berufsdermatosen, dermatologische Letalitätsprobleme, Granuloma anulare, klinische Beziehungen zwischen Haut und Lungen.
- mit Wilhelm Schneider: Die chronisch-venöse Insuffizienz. Anatomie, Pathophysiologie, Klinik und Therapie. 4. Auflage, Enke, Stuttgart 1969.
- als Bearbeiter: Handbuch der Haut- und Geschlechtskrankheiten. Ergänzungs-Band III,2: Nicht entzündliche Dermatosen, Teil 2. Springer, Berlin/Heidelberg 1969.
- mit Linus Biland: Venenleiden. Eine repräsentative Untersuchung in der Bevölkerung der Bundesrepublik Deutschland (Tübinger Studie). Urban und Schwarzenberg, München 1981.
- als Herausgeber: Ödemprotektiva. Schriftenreihe Ergebnisse der Angiologie und Phlebologie, Bd. 37, Schattauer Stuttgart/NYC 1988.